# Rincón de la Victoria (Spanien)
Rincón de la Victoria (riŋˈkon de la βikˈtoɾja) ist eine Stadt in Andalusien im Süden Spaniens. Sie liegt in der Provinz Málaga,  im östlichen Teil der Provinz, der Axarquía, und liegt etwa zehn Kilometer östlich von Málaga entfernt.
Der durchschnittliche jährliche Niederschlag liegt bei 470 l/m² und die Temperatur beträgt im Schnitt 18 °C.
Die Fläche des Ortes beträgt 27,51 km², die Einwohnerzahl 52.230 (Stand: 2024). Die Bewohner werden als „Rinconeros“ bezeichnet.

## Lage
Die Stadt liegt an der Costa del Sol. Verkehrlich erschlossen wird die Stadt im Norden durch die Autovía A-7 von Málaga parallel zur Mittelmeerküste.

## Geschichte
Archäologische Funde in der Umgebung und in der Cueva del Tesoro sind Zeugnis einer frühen steinzeitlichen Anwesenheit des modernen Menschen. Eine keltiberische Siedlung aus der Zeit um 1000 vor Christus wird durch entdeckte Mauerreste indiziert.
Um 50 vor Christus errichteten die Karthager einen Hafen. Kurze Zeit später errichteten die Römer ein befestigtes Dorf namens Bezmiliana. Ob es eine hellenistische Kolonie war, ist nicht nachgewiesen. Nach der Eroberung der iberischen Halbinsel durch die Araber wurde aus der Siedlung eine größere Stadt wie al-Idrisi berichtete.
Der Niedergang begann mit der Reconquista und reichte bis in das 18. Jahrhundert.

## Sehenswürdigkeiten
- Kirche Nuestra Señora in Victoria
- Kirche Nuestra Señora del Rosario in La Cala del Moral
- Kastell von Bezmiliana
- Archäologische Grabungsstätte Loma-Torre in Benagalbón mit einer römischen Villa
- Mediterraner Archäologiepark
- Reste der ehemaligen Siedlung Bezmiliana
- Cueva del Tesoro („Höhle des Schatzes“)
- Heimatmuseum von Benagalbón
- Museum maritimer Kunst

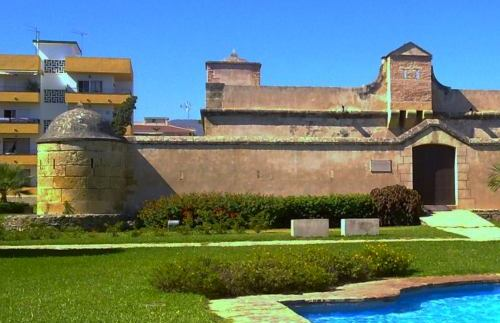
Kastell von Bezmiliana
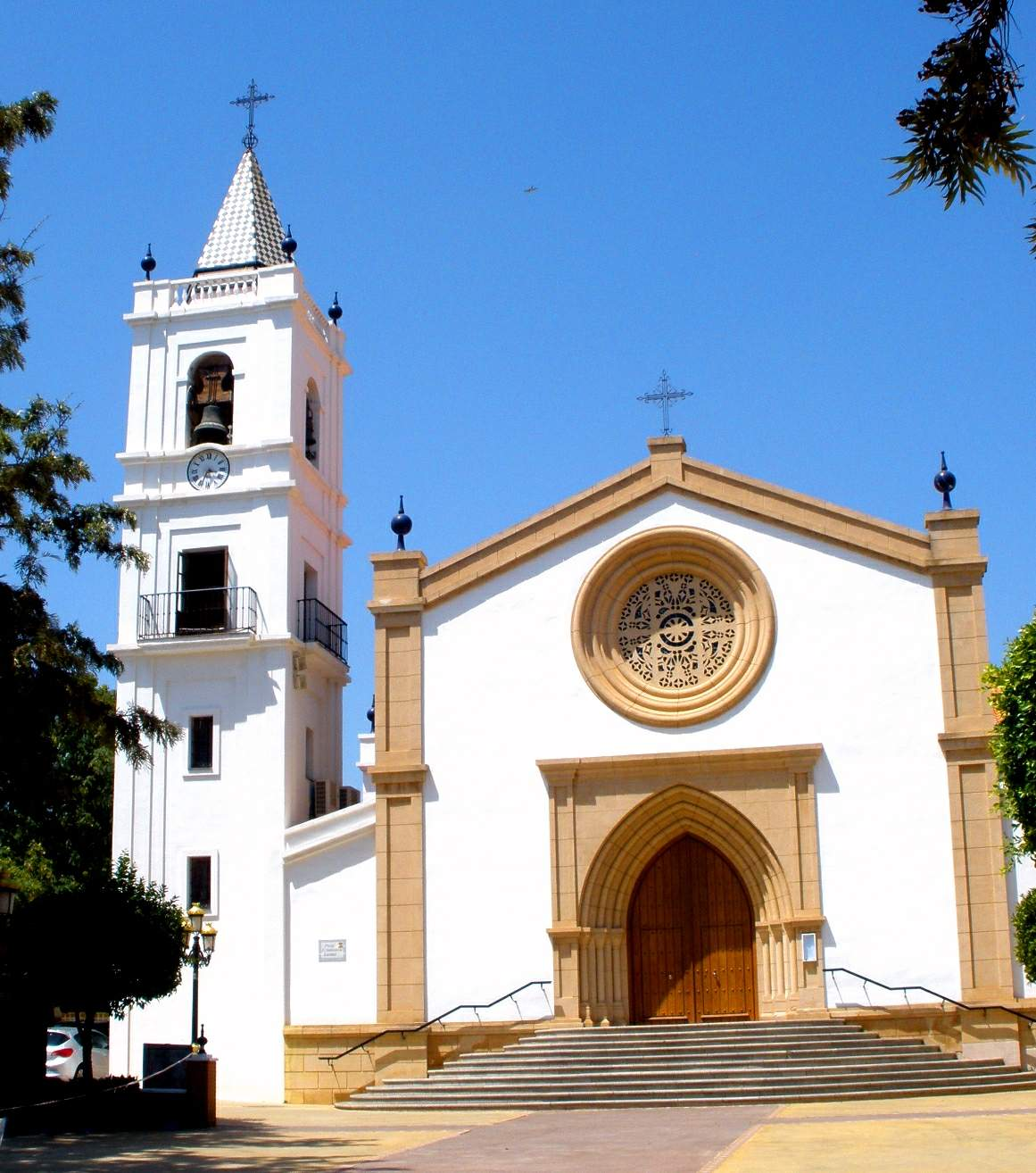
Kirche Nuestra Señora del Rosario
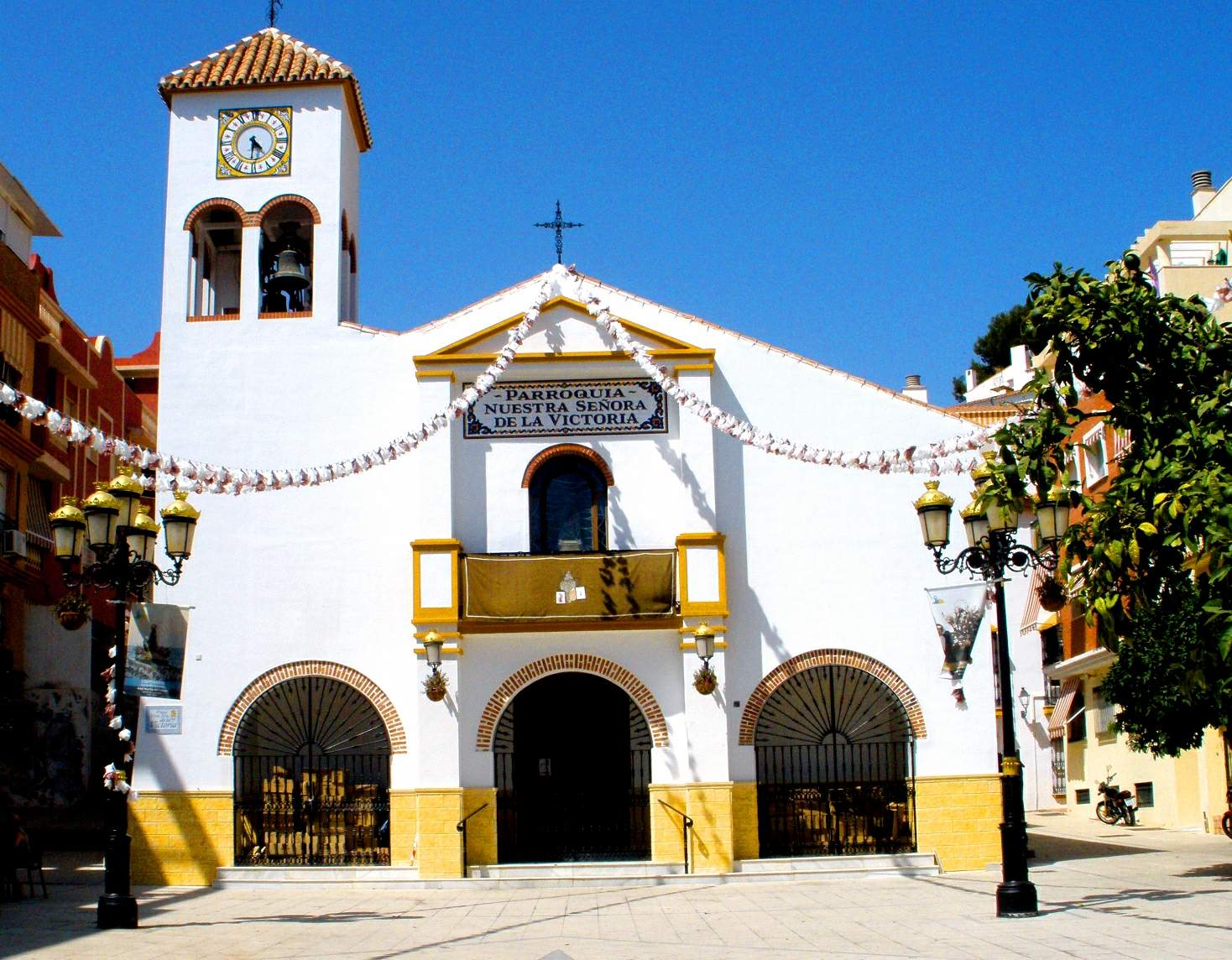
Kirche Nuestra Señora (La Victoria)